# Doris F. Fisher
Doris F. Fisher (tên khai sinh là Feigenbaum; sinh năm 1931) là một nữ doanh nhân Mỹ - người đồng sáng lập cửa hàng quần áo The Gap cùng người chống quá cố, Donald Fisher vào năm 1969.

## Tiểu sử
Doris Feigenbaum sinh ra trong một gia đình Do thái vào năm 1931. Bà là con gái của Dorothy Bamberger ở New York và B.Joseph Feigenbaum. Bà có hai anh chị em: Ann F. Rossi và Joseph L. Feigenbaum.   Bà kết hôn với Don Fisher và là thành viên lâu năm của giáo đoàn Emanu-El ở San Francisco Ba người con của họ - Robert J. Fisher, William S. Fisher, và John J. Fisher - tiếp tục quản lý công việc kinh doanh.
Fisher là một tín đồ nghệ thuật nổi tiếng. Bà đã cho mượn bộ sưu tập mà bà và chồng đã dành cả đời thu thập, bao gồm 1,100 tác phẩm của 185 họa sĩ, bao gồm Andy Warhol, Ellsworth Kelly và Richard Serra, cho Bảo tàng Nghệ thuật Hiện đại San Francisco, và với sự ủng hộ của bà thì giờ đây bảo tàng đã trở thành bảo tàng nghệ thuật hiện đại lớn nhất nước Mỹ. Bà được vinh danh là một trong 100 người phụ nữ quyền lực nhất bởi tạp chí Forbes. Bà từng là ủy viên của Đại học Stanford, trường cũ của bà.